# 2012 v letectví
Tento článek obsahuje seznam událostí souvisejících s letectvím, které proběhly roku 2012.

## První lety

### Květen
- 10. května – AgustaWestland AW169

### Červen
- 1. června – Boeing Phantom Eye

### Červenec
- 28. července – Boeing Insitu RQ-21 Blackjack